# Sirmaur
Sirmaur é uma cidade e uma nagar panchayat no distrito de Rewa, no estado indiano de Madhya Pradesh.

## Geografia
Sirmaur está localizada a 24° 51′ N, 81° 23′ L. Tem uma altitude média de 291 metros (954 pés).

## Demografia
Segundo o censo de 2001, Sirmaur tinha uma população de 10 938 habitantes. Os indivíduos do sexo masculino constituem 54% da população e os do sexo feminino 46%. Sirmaur tem uma taxa de literacia de 60%, superior à média nacional de 59,5%: a literacia no sexo masculino é de 70% e no sexo feminino é de 49%. Em Sirmaur, 15% da população está abaixo dos 6 anos de idade.